# Friedrich Franz Brockmüller

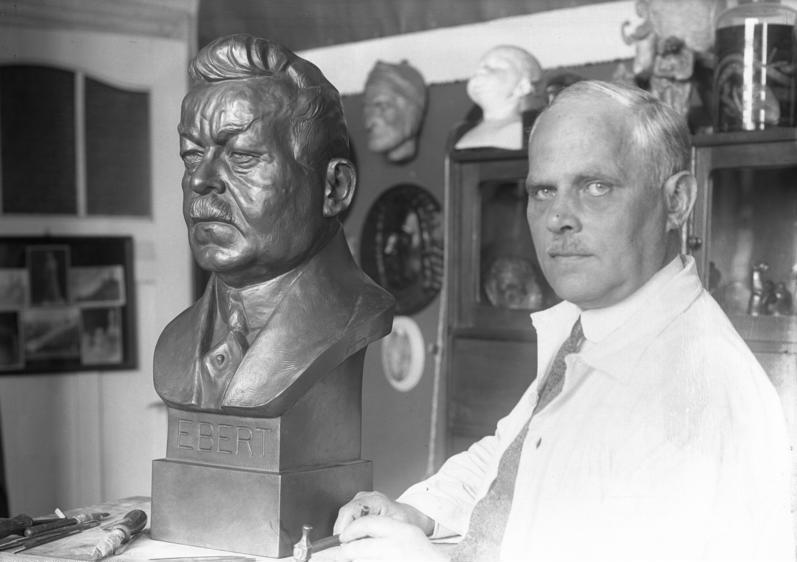
Friedrich Franz Brockmüller vor einer Büste von Friedrich Ebert, 1930

Friedrich Franz Berthold Brockmüller (* 26. September 1880 in Schwerin; † 11. November 1958 in Berlin-Charlottenburg) war ein deutscher Bildhauer.

## Leben
Friedrich Franz Brockmüller war das 11. Kind eines Fleischbeschauers und Patenkind des Großherzogs Friedrich Franz II. Er besuchte erfolgreich das Schweriner Realgymnasium. 1901 konnte er das Zeichenlehrerexamen an der Königlichen Kunstschule Berlin ablegen und ließ sich daraufhin als Lehrer in Lichterfelde nieder. In den Jahren 1904/06 studierte Brockmüller an der Akademischen Hochschule für Bildende Künste Berlin bei Paul Meyerheim und Philipp Franck. Danach folgte eine Zeit bei dem bekannten Tierbildhauer August Gaul. Er befasste sich auch mit dem Studium der japanischen Kleinplastik und beherrschte das Ziselieren, Patinieren, Feuervergolden, Einlegen von Silber, Gold und Schmucksteinen. 1907 war Friedrich Franz Brockmüller als Studienrat Zeichenlehrer am Berliner Luisengymnasium. Kunstreisen führten ihn nach Tirol, Italien, Algerien, Belgien, Schweden, Dänemark, später auch in die USA. Als Soldat im Ersten Weltkrieg erlitt Brockmüller eine schwere Verwundung an der Hand, mühsam begann er mit Scherenschnitten die Folgen zu überwinden. Künstlerisch beschränkte sich das bildhauerische Werk insbesondere auf Tierplastiken, Statuetten, Büsten und Reliefs. Bewerbungen um größere Denkmäler und Brunnen blieben erfolglos.
In der Zeit des Nationalsozialismus war Brockmüller Mitglied des nazistischen Frontkämpferbunds bildender Künstler und der Reichskammer der bildenden Künste. Er war auf Ausstellungen vertreten, u. a. von 1937 bis 1940 sowie 1942 auf den Großen Deutschen Kunstausstellungen in München mit insgesamt dreizehn Arbeiten. Dabei zeigte er 1937 die Selbstbildnis-Porträtbüste Der Frontkämpfer (Bronze). 1938 erwarb dort Hitler die Kohlezeichnung Der Meldeläufer und die Bronzeplastik Adlerkopf.
Der Maler Paul Brockmüller war Brockmüllers Bruder.

## Tierplastiken
| 1904  | Marabupärchen („Liebesgeflüster“)                        |
| 1909  | Hamster                                                  |
| ~1914 | Rotkehlchen                                              |
| 1919  | Kakadu                                                   |
| 1920  | Blaukehlchen                                             |
| 1922  | Opossum mit Jungen („Mutterliebe“)                       |
| 1923  | Haselmauspärchen                                         |
| 1923  | Petschaft Haselmaus                                      |
| 1925  | Kolibripärchen                                           |
| 1925  | Haussperling                                             |
| 1926  | Kapuzineraffe („Das Erwachen“ / „Don Antonios Erwachen“) |
| 1927  | Bullterrier                                              |
| 1927  | amerikanischer Leopardenziesel                           |
| 1928  | Chepmunk                                                 |
| 1929  | Dompfaffenpärchen                                        |
| 1930  | Mauswiesel                                               |
| 1932  | Singender Kanarienvogel                                  |
| 1936  | Adlerkopf                                                |

## Weitere Werke

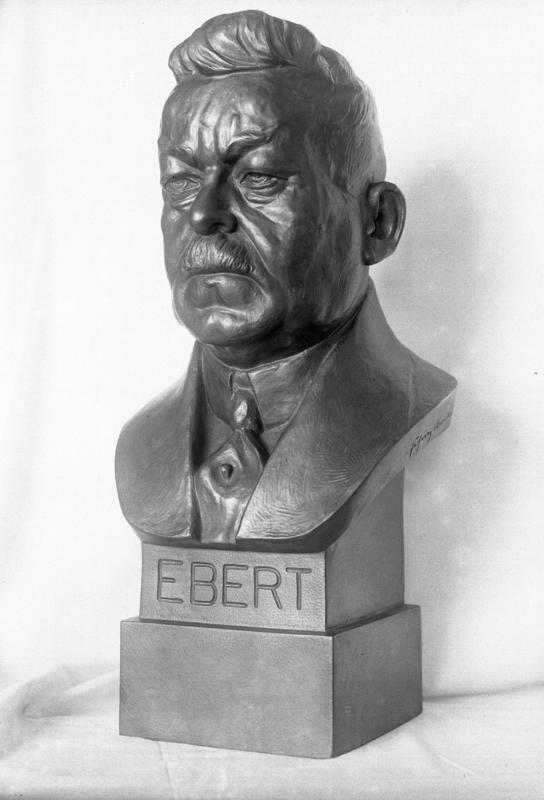
Büste Friedrich Ebert

| 1906      | nicht näher bezeichnetes Grabmal auf dem Ohlsdorfer Friedhof in Hamburg                 |
| 1907      | Statuette „Hockeyspieler“ als Wanderpokal für den Hockeyklub Hamburg-Uhlenhorst         |
| ~1913     | Entwurf Reederei-Hemptenmacher-Brunnen für Rügenwalde                                   |
| 1914/32   | „Selbstbildnis mit Stahlhelm“                                                           |
| ~1914     | Statuette „Hanne Nütes Heimkehr“                                                        |
| ~1916     | Kriegergedenktafel 1914/18 (Auftrag des Staates Preußen)                                |
| undatiert | „Paetzold-Relief“ (Auftrag des Staates Preußen)                                         |
| undatiert | „Heinrich-Relief“ (Auftrag des Staates Preußen)                                         |
| ~1920     | Reliefbildnis Ottmar Mergenthaler im Deutschen Museum München                           |
| 1922      | Entwurf für das „Grenadierdenkmal“ Schwerin (den Auftrag erhielt Wilhelm Wandschneider) |
| 1931      | Büste Friedrich Ebert                                                                   |
| 1932      | Büste Paul von Hindenburg                                                               |
| 1932      | Büste Adolf Hitler                                                                      |
| 1939      | Büste Richard Wossidlo                                                                  |
| 1922      | Büste der Mutter Brockmüller                                                            |
| 1932      | Büste der Ehefrau Brockmüller                                                           |